# Manuel Albuquerque Gonçalves de Aguiar
Manuel Albuquerque Gonçalves de Aguiar (* 13. September 1909 in Portugal; † 11. Juni 1981, ebenda) war ein portugiesischer Offizier, Kolonialverwalter und Politiker.

## Wirken
Am 1. November 1929 trat Aguiar in die Armee ein, exakt drei Jahre später wurde er zum Unterleutnant (alferes) befördert, am 1. Dezember 1936 zum Leutnant (tenente), am 15. April 1943 zum Hauptmann, am 3. September 1952 zum Major und am 25. November 1956 zum Oberstleutnant.
Vom 14. Juli 1958 bis zum 20. Juli 1959 war er im Range eines Oberstleutnants Encarregado de Governo (deutsch amtierender Gouverneur) und Oberbefehlshaber der Streitkräfte in Portugiesisch-Timor. Er folgte damit Major César Maria de Serpa Rosa, der an diesem Tag die Kolonie verließ, und hatte das Amt inne, bis er im darauffolgenden Jahr vom regulären Gouverneur Major Filipe José Freire Temudo Barata abgelöst wurde. In den letzten Monat der Amtszeit von Aguiar fällt die Viqueque-Rebellion, die aber ohne sein direktes Eingreifen niedergeschlagen wurde.
Am 13. Februar 1960 wurde Aguiar zum Oberst befördert. Am 31. Oktober 1962 wechselte er in die Reserve.

## Auszeichnungen
Am 12. November 1953 wurde Aguiar mit dem Ritterorden von Avis, in der Klasse eines Kommandeurs ausgezeichnet.